# KNVB Beker 2007/08 (mannen)
De 90ste editie van de KNVB Beker begon op 26 augustus 2007 en eindigde op 27 april 2008 met de finale tussen Feyenoord en Roda JC in Stadion Feijenoord (De Kuip) in Rotterdam. De titelverdediger Ajax is uitgeschakeld in de 1/8ste finales. De beker werd gewonnen door Feyenoord dat in de finale Roda JC versloeg met 2-0.

## 1e ronde
| Datum            | Wedstrijd                        | Uitslag                    | Scoreverloop |
| ---------------- | -------------------------------- | -------------------------- | --- |
| 25 augustus 2007 | ADO '20 – IJsselmeervogels       | 0 – 3 (0 – 2)              | 9' Christian Opschoor 0-1, 37' Christian Opschoor 0-2, 67' Luc Joordens 0-3 |
| 25 augustus 2007 | Argon – Noordwijk                | 3 – 0 (2 – 0)              | 35' Patrick Lokken 1-0, 45' Patrick Lokken 2-0, 68' Patrick Lokken 3-0 |
| 25 augustus 2007 | ASWH – WKE                       | 1 – 1 n.v. (1 – 1) (1 – 0) | 43' Stefan van Dam 1-0, 54' Marc Hegeman 1-1 ASWH wint na strafschoppen |
| 25 augustus 2007 | Babberich – HHC Hardenberg       | 1 – 2 n.v. (1 – 1) (0 – 0) | 57' Michel Steggink (pen) 0-1, 65' Dave de Jong 1-1, 102' Martijn Berger 1-2 |
| 25 augustus 2007 | Baronie – Be Quick '28           | 0 – 1 (0 – 0)              | 85' Yves Heskamp 0-1 |
| 25 augustus 2007 | Barendrecht – AFC                | 0 – 2 (0 – 0)              | 77' Sjoerd Jens 0-1, 88' Yama Hashemi 0-2 |
| 25 augustus 2007 | Be Quick 1887 – Rijnsburgse Boys | 3 – 2 (1 – 0)              | 6' Wouter Bonke 1-0, 73' Danny van de Vijver 1-1, 81' Willem Lanjouw 2-1, 83' Martijn Gootjes 2-2, 87' Ronald Sloots 3-2 |
| 25 augustus 2007 | Bennekom – De Meteoor            | 8 – 0 (3 – 0)              | 4' Martin van Eck 1-0, 45' Dennis van Meegdenburg 2-0, 45' Dennis van Meegdenburg 3-0, 50' Dennis van Meegdenburg (pen) 4-0, 56' Henk van Essen 5-0, 65' Vincent Zuiderwijk 6-0, 71' Henk van Essen 7-0, 81' Henk van Essen 8-0 |
| 25 augustus 2007 | BVV -- FC Lisse                  | 0 – 3 (0 – 2)              | 15' Michael van der Heijden 0-1, 18' Patrick Duarte 0-2, 88' Bob Kemper 0-3 |
| 25 augustus 2007 | DHC – DOTO                       | 1 – 6 (0 – 3)              | 7' Ilja Tiren 0-1, 15' Ilja Tiren 0-2, 44' Tarkan Sahin 0-3, 52' Alex van Dommelen 0-4, 56' Kerem Yilmaz 0-5 82' Michael van Dommelen 0-6, 89' Nick Keizer (pen) 1-6                                                            |
| 25 augustus 2007 | Deurne – Flevo Boys              | 1 – 0 (0 – 0)              | 88' Ronald Joosten 1-0 |
| 25 augustus 2007 | Elinkwijk – Sparta Nijkerk       | 2 – 1 (1 – 0)              | 25' Jerraynel van der Pol 1-0, 81' Ralf de Haan 2-0, 85' Raoul Henar 2-1 |
| 25 augustus 2007 | EVV -Rijsoord                    | 4 – 0 (1 – 0)              | 15' Dennis Welters 1-0 48' Stef Bergmans 2-0, 74' Jeroen Evelein 3-0, 87' Tom Timmermans 4-0 |
| 25 augustus 2007 | Gemert – Kozakken Boys           | 1 – 4 (0 – 0)              | 60' Arie Lock 0-1, 70' Twan van Schijndel 1-1, 81' Marruchen Zimmerman 1-2, 85' Marruchen Zimmerman 1-3, 88' Marruchen Zimmerman 1-4                                                                                            |
| 25 augustus 2007 | SV Meerssen – Excelsior '31      | 1 – 0 (1 – 0)              | 7' Michael Ramakers 1-0 |
| 25 augustus 2007 | Nunspeet – UNA                   | 0 – 1 (0 – 1)              | 39' Erik van Adelberg 0-1 |
| 25 augustus 2007 | Quick Boys – Sneek               | 4 – 1 (1 – 1)              | 24' Klaas Schotanus 0-1, 25' Maarten Bak (pen) 1-1, 46' Nick van Baaren 2-1, 48' Derek van der Plas 3-1, 90' Daniël Kulk 4-1 |
| 25 augustus 2007 | Roosendaal – Harkemase Boys      | 2 – 1 (1 – 1)              | 36' Dennis Loer 0-1, 44' Jasper Reuvers 1-1, 80' Tom van der Borst 2-1 |
| 25 augustus 2007 | Spakenburg – HSC '21/Brein       | 2 – 0 (1 – 0)              | 43' Thijs Houwing 1-0, 58' Karim Elkaddouri 2-0 |
| 25 augustus 2007 | De Treffers/Kegro – ACV          | 2 – 0 (1 – 0)              | 31' Rob Zegers 1-0, 90' Luuk D’Hooge 2-0 |
| 25 augustus 2007 | WHC – Schijndel                  | 3 – 1 (2 – 0)              | 3' Herre Huberts 1-0, 7' Jochem de Weerdt 2-0, 51' Herre Huberts 3-0, 90' Stefan Jansen 3-1 |
| 25 augustus 2007 | WSV – ONS Sneek                  | 2 – 3 (1 – 2)              | 7' Rudy Mann 0-1, 36' Rudy Mann 0-2, 45' Cihan Özcan 1-2, 47' Stephan Nuesink 2-2, 81' Rudy Mann 2-3 |
| 26 augustus 2007 | Groene Ster – JVC Cuijk          | 2 – 0 (1 – 0)              | 5' Maikel van Kesteren 1-0, 50' Todor Mizdrak 2-0 |

- Türkiyemspor wegens financiële problemen uitgesloten van deelname. VVSB automatisch door naar tweede ronde.

## 2e ronde
| Datum             | Wedstrijd                             | Uitslag                    | Scoreverloop |
| ----------------- | ------------------------------------- | -------------------------- | --- |
| 25 september 2007 | Be Quick 1887 – FC Omniworld          | 1 – 8 (0 – 2)              | 28' Wilco Krimp 0-1, 38' Paul Mulders 0-2, 49' Jatto Ceesay 0-3, 54' Paul Mulders 0-4, 60' Shane Arana Barrantes 0-5, 61' Jatto Ceesay 0-6, 66' Elte Hofman 1-6, 72' Diangi Matusiwa 1-7, 90' Jatto Ceesay 1-8                             |
| 25 september 2007 | FC Eindhoven – Vitesse                | 4 – 2 (0 – 1)              | 11' Juan Gonzalo Lorca Doloso 0-1, 61' Tim De Meersman 1-1, 73' Fabio Caracciolo 2-1, 79' Tim Nelemans 3-1, 85' Yu Hai 3-2, 87' Fabio Caracciolo 4-2                                                                                       |
| 25 september 2007 | EVV – MVV                             | 1 – 3 (1 – 1)              | 21' Gunter Thiebaut 0-1, 40' Kristof Aelbrecht 1-1, 62' Gunter Thiebaut 1-2, 67' Jo Vermast 1-3 |
| 25 september 2007 | Fortuna Sittard – FC Emmen            | 3 – 1 (1 – 0)              | 38' Dirk-Jan Derksen 1-0, 65' Florencio Cornelia 2-0, 70' Morten Friis 2-1, 90' Emrullah Güvenç 3-1 |
| 25 september 2007 | Haarlem --Willem II                   | 1 – 1 n.v. (1 – 1) (0 – 0) | 47' Marvin Wijks 1-0, 80' Jens Janse 1-1 Haarlem wint na strafschoppen |
| 25 september 2007 | Helmond Sport – Go Ahead Eagles       | 0 – 1 (0 – 0)              | 89' Achmed Ahahaoui 1-0 |
| 25 september 2007 | FC Lisse – AGOVV Apeldoorn            | 4 – 4 n.v. (4 – 4) (2 – 3) | 6' Rihairo Meulens 0-1, 10' Glynor Plet 1-1, 23' Ruud ter Heide (pen) 1-2, 28' Julius Wille 1-3, 42' Jelle Korbee 2-3, 48' Rihairo Meulens 2-4, 75' Robin Stolp 3-4, 88' Kevin Winter 4-4 AGOVV Apeldoorn wint na strafschoppen            |
| 25 september 2007 | RKC Waalwijk – RBC Roosendaal         | 4 – 3 (3 – 1)              | 22' Luwamo Garcia 1-0, 30' Luwamo Garcia 2-0, 32' Tim Peters 3-0, 38' Petr Dragoun 3-1, 51' Benjamin Martha 3-2, 64' Fred Benson 4-2, 86' Saša Stojanović 4-3                                                                              |
| 25 september 2007 | Spakenburg – Roda JC                  | 0 – 2 (0 – 1)              | 9' Anouar Hadouir 0-1, 86' Jeanvion Yulu-Matondo 0-2 |
| 25 september 2007 | TOP Oss – BV Veendam                  | 1 – 2 (0 – 1)              | 35' Guilherme Afonso 0-1, 46' Revy Rosalia 1-1, 90' Guilherme Afonso 1-2 |
| 25 september 2007 | FC Volendam – Sparta Rotterdam        | 4 – 4 n.v. (3 – 3) (0 – 0) | 52' Mathieu Boots 1-0, 59' Rachid El Yaakoubi 2-0, 63' Charles Dissels 2-1, 84' Nourdin Boukhari 2-2, 88' Arne Slot 2-3, 90' Bernard Hofstede 3-3, 100' Charles Dissels 3-4, 107' Mathieu Boots 4-4 Sparta Rotterdam wint na strafschoppen |
| 25 september 2007 | WHC – FC Dordrecht                    | 0 – 2 (0 – 2)              | 12' Eddy Putter 0-1, 34' Nick van der Velden 0-2 |
| 26 september 2007 | Argon – sc Heerenveen                 | 0 – 3 (0 – 2)              | 16' Gerald Sibon 0-1, 30' Miralem Sulejmani 0-2, 52' Michael Bradley 0-3 |
| 26 september 2007 | Be Quick '28 – ADO Den Haag           | 0 – 0 n.v.                 | ADO Den Haag wint na strafschoppen |
| 26 september 2007 | Excelsior – VVV-Venlo                 | 3 – 2 (2 – 0)              | 13' Jeffrey Altheer 1-0, 19' Kees Luijckx 2-0, 65' Paul Jans 2-1, 77' Paul Jans 2-2, 90' Sebastián Pardo 3-2 |
| 26 september 2007 | Feyenoord – FC Utrecht                | 3 – 0 (0 – 0)              | 53' Nicky Hofs 1-0, 56' Luigi Bruins 2-0, 61' Roy Makaay 3-0 |
| 26 september 2007 | Groene Ster – DOTO                    | 1 – 0 (0 – 0)              | 73' Irio Lagarde 1-0 |
| 26 september 2007 | HHC Hardenberg – VVSB                 | 5 – 2 n.v. (1 – 1) (0 – 1) | 19' Maickel Ferrier 0-1, 47' Kenny Kroeze 1-1, 98' Kenny Kroeze 2-1, 103' Stefan Buitenhuis 3-1, 112' Martin Aanhane 3-2, 113' Frank Redder 4-2, 118' Lars Offringa 5-2                                                                    |
| 26 september 2007 | Jong sc Heerenveen – PSV *            | 0 – 3 (0 – 1)              | 45' Jonathan Reis 0-1, 55' Kenneth Pérez 0-2, 60' Danny Koevermans 0-3 |
| 26 september 2007 | Jong Stormvogels Telstar – NAC Breda  | 1 – 2 (1 – 1)              | 3' Gertjan Tamerus 0-1, 29' Bob Koning 1-1, 81' Fouad Idabdelhay 1-2 |
| 26 september 2007 | Kozakken Boys – Ajax                  | 1 – 2 n.v. (1 – 1) (0 – 1) | 26' John Heitinga (pen) 0-1, 88' Willem Looijen 1-1, 104' Dennis Rommedahl 1-2 |
| 26 september 2007 | ONS Sneek – FC Zwolle                 | 2 – 2 n.v. (2 – 2) (1 – 1) | 13' Tony Alberda 1-0, 41' Derk Boerrigter 1-1, 77' Marcel de Bruijn 1-2, 80' Leo de Wagt 2-2 FC Zwolle wint na strafschoppen |
| 26 september 2007 | Roosendaal – Quick Boys               | 1 – 3 (1 – 1)              | 12' Daniël Kulk 0-1, 24' Eric Lankers 1-1, 53' Derek van der Plas 1-2, 74' Adil Harfaoui 1-3 |
| 26 september 2007 | De Treffers/Kegro – ASWH              | 2 – 0 (1 – 0)              | 42' Aleh Poetsila 1-0, 48' Raymon Kuipers (e.d.) 2-0 |
| 26 september 2007 | UNA -Bennekom                         | 1 – 0 (0 – 0)              | 87' Carlo Vorstenbosch 1-0 |
| 26 september 2007 | IJsselmeervogels – FC Groningen       | 1 – 8 (1 – 4)              | 20' Yevgeniy Levchenko 0-1, 23' Luc Joordens 1-1, 30' Yevgeniy Levchenko (pen) 1-2, 35' Tim Matavž 1-3, 45' Tim Matavž 1-4, 47' Tim Matavž 1-5, 73' Tim Matavž 1-6, 75' Stef Nijland 1-7, 81' Stef Nijland 1-8                             |
| 27 september 2007 | AFC – FC Den Bosch                    | 0 – 4 (0 – 1)              | 28' Nyron Wau 0-1, 61' Peter van den Berg 0-2, 83' Nyron Wau 0-3, 88' Ǵorǵi Hristov 0-4 |
| 27 september 2007 | SC Cambuur Leeuwarden – AZ            | 1 – 0 (0 – 0)              | 82' Rachid El Khalifi 1-0 |
| 27 september 2007 | Deurne – SV Meerssen                  | 3 – 0 (2 – 0)              | 8' Nico Leijsten 1-0, 45' Joep Sijbers 2-0, 82' Rob van Bree 3-0 |
| 27 september 2007 | Elinkwijk – De Graafschap             | 1 – 5 (1 – 1)              | 20' Jerraynel van der Pol 1-0, 45' Donny de Groot 1-1, 62' Niklas Tarvajärvi 1-2, 63' Purrel Fränkel 1-3 |
| 27 september 2007 | Stormvogels Telstar – Heracles Almelo | 1 – 2 (1 – 2)              | 6' Jordy van Wijk 1-0, 29' Everton Ramos da Silva 1-1, 40' Everton Ramos da Silva 1-2 |
| 27 september 2007 | FC Twente – N.E.C.                    | 1 – 2 n.v. (1 – 1) (0 – 1) | 22' Tim Janssen 0-1, 47' Orlando Engelaar 1-1, 113' Peter Wisgerhof 1-2 |

- Jong sc Heerenveen neemt deel als kampioen van de beloften eredivisie en als bekerwinnaar van de beloften.
- Jong Stormvogels/Telstar neemt deel als verliezend bekerfinalist van de beloften.
- PSV is gediskwalificeerd[1] wegens het opstellen van een geschorste speler, Manuel da Costa. Da Costa heeft vorig jaar in het bekertoernooi 2 gele kaarten opgelopen en dat betekent automatisch een schorsing van 1 wedstrijd. Dit heeft als consequentie dat niet PSV, maar Jong sc Heerenveen in de koker zit bij de loting voor de 3e ronde.[2]

## 3e ronde
| Datum                            | Wedstrijd                         | Uitslag                    | Scoreverloop |
| -------------------------------- | --------------------------------- | -------------------------- | --- |
| 30 oktober 2007                  | SC Cambuur Leeuwarden – Excelsior | 1 – 2 (0 – 0)              | 80' Sandor van der Heide (pen) 1-0, 81' Johan Voskamp 1-1, 87' Johan Voskamp (pen) 1-2                                                      |
| 30 oktober 2007                  | FC Eindhoven – Haarlem            | 1 – 3 n.v. (1 – 1) (0 – 0) | 58' Tim Nelemans 1-0, 66' Wilmer Kousemaker 1-1, 92' Tristan Buchinhoren 1-2, 94' Marvin Wijks 1-3                                          |
| 30 oktober 2007                  | Fortuna Sittard – FC Den Bosch    | 1 – 3 (1 – 2)              | 11' Arjan Ebbinge 0-1, 39' Nyron Wau 0-2, 42' Žarko Grabovac 1-2, 64' Paul Beekmans 1-3                                                     |
| 30 oktober 2007                  | Heracles Almelo – FC Omniworld    | 3 – 0 (1 – 0)              | 45' Igor Gluščević 1-0, 61' Everton Ramos da Silva 2-0, 70' Ragnar Klavan 3-0                                                               |
| 30 oktober 2007                  | HHC Hardenberg – AGOVV Apeldoorn  | 0 – 1 (0 – 1)              | 6' Dries Mertens 0-1 |
| 30 oktober 2007                  | MVV – FC Dordrecht                | 1 – 3 (0 – 0)              | 54' Nick van der Velden 0-1, 65' Mounir Biyadat 0-2, 79' Gunter Thiebaut 1-2, 89' Nassir Maachi 1-3                                         |
| 30 oktober 2007                  | Roda JC – De Graafschap           | 3 – 2 n.v. (2 – 2) (0 – 2) | 28' Lasse Schöne 0-1, 30' Joost Volmer 0-2, 37' Andres Oper 1-2, 90' Bram Castro 2-2, 110' Marcel Meeuwis (pen) 3-2                         |
| 30 oktober 2007 Terrein FC Emmen | FC Zwolle – Go Ahead Eagles       | 1 – 0 (0 – 0)              | 52' Marcel Kleizen 1-0 |
| 31 oktober 2007                  | Ajax – sc Heerenveen              | 3 – 1 (2 – 0)              | 8' John Heitinga 1-0, 29' Hedwiges Maduro 2-0, 67' Klaas-Jan Huntelaar 3-0, 72' Michael Bradley 3-1                                         |
| 31 oktober 2007                  | Deurne – UNA                      | 2 – 0 (1 – 0)              | 5' Bart van Schijndel 1-0, 57' Bart van Schijndel 2-0                                                                                       |
| 31 oktober 2007                  | Groene Ster – Quick Boys          | 1 – 2 (0 – 1)              | 33' Maarten Bak 0-1, 82' Maarten Bak 0-2, 89' Irio Lagarde 1-2                                                                              |
| 31 oktober 2007                  | RKC Waalwijk – BV Veendam         | 4 – 0 (2 – 0)              | 39' Tim Peters 1-0, 40' Savvas Exouzidis 2-0, 72' Fred Benson 3-0, 88' Fred Benson 4-0                                                      |
| 31 oktober 2007                  | Sparta Rotterdam – NAC Breda      | 2 – 3 (0 – 2)              | 31' Ronnie Stam 0-1, 43' Sander van Gessel 0-2, 55' Nourdin Boukhari 1-2, 62' Sjaak Polak 2-2, 79' Anthony Lurling 2-3                      |
| 31 oktober 2007                  | De Treffers/Kegro – N.E.C.        | 1 – 5 (1 – 2)              | 10' Aleh Poetsila 1-0, 14' Jeremain Lens 1-1, 37' Jhon van Beukering 1-2, 57' Jeremain Lens 1-3, 60' Jeremain Lens 1-4, 90' Tim Janssen 1-5 |
| 1 november 2007                  | ADO Den Haag – Jong sc Heerenveen | 1 – 3 (1 – 2)              | 25' Lex Immers 1-0, 30' Gonzalo Manuel García García 1-1, 43' Christoph Mattes (pen) 1-2, 75' Arnar Smárason 1-3                            |
| 1 november 2007                  | Feyenoord – FC Groningen          | 3 – 1 (3 – 0)              | 4' Roy Makaay 1-0, 29' Roy Makaay (pen) 2-0, 39' Roy Makaay 3-0, 62' Serginho Greene (e.d.) 3-1                                             |

## Finales
|  | Eerste ronde | Eerste ronde       | Eerste ronde    |   |              | Kwartfinales | Kwartfinales    | Kwartfinales |  |  | Halve finales | Halve finales | Halve finales |   |  | Finale | Finale | Finale |
|  |              |                    |                 |   |              |              |                 |              |  |  |               |               |               |   |  |        |        |        |
|  |              | Deurne             | 0               |   |              |              |                 |              |  |  |               |               |               |   |  |        |        |        |
|  |              | Feyenoord          | 4               |   |              |              |                 |              |  |  |               |               |               |   |  |        |        |        |
|  |              | Feyenoord          | 4               |   | Feyenoord    | 2            |                 |              |  |  |               |               |               |   |  |        |        |        |
|  |              |                    |                 |   | Feyenoord    | 2            |                 |              |  |  |               |               |               |   |  |        |        |        |
|  |              |                    | FC Zwolle       | 1 |              |              |                 |              |  |  |               |               |               |   |  |        |        |        |
|  |              | N.E.C.             | FC Zwolle       | 1 | 0            |              |                 |              |  |  |               |               |               |   |  |        |        |        |
|  |              |                    |                 |   | 0            |              |                 |              |  |  |               |               |               |   |  |        |        |        |
|  |              | FC Zwolle          | 2               |   |              |              |                 |              |  |  |               |               |               |   |  |        |        |        |
|  |              |                    |                 |   |              |              | Feyenoord       | 2            |  |  |               |               |               |   |  |        |        |        |
|  |              |                    |                 |   |              |              |                 |              |  |  |               |               |               |   |  |        |        |        |
|  |              |                    | NAC Breda       | 0 |              |              |                 |              |  |  |               |               |               |   |  |        |        |        |
|  |              | Quick Boys         | NAC Breda       | 0 | 1            |              |                 |              |  |  |               |               |               |   |  |        |        |        |
|  |              |                    |                 |   | 1            |              |                 |              |  |  |               |               |               |   |  |        |        |        |
|  |              | Jong sc Heerenveen | 1               |   |              |              |                 |              |  |  |               |               |               |   |  |        |        |        |
|  |              | Jong sc Heerenveen | 1               |   | Quick Boys   | 0            |                 |              |  |  |               |               |               |   |  |        |        |        |
|  |              |                    |                 |   | Quick Boys   | 0            |                 |              |  |  |               |               |               |   |  |        |        |        |
|  |              |                    | NAC Breda       | 3 |              |              |                 |              |  |  |               |               |               |   |  |        |        |        |
|  |              | NAC Breda          | NAC Breda       | 3 | 4            |              |                 |              |  |  |               |               |               |   |  |        |        |        |
|  |              |                    |                 |   | 4            |              |                 |              |  |  |               |               |               |   |  |        |        |        |
|  |              | Ajax               | 2               |   |              |              |                 |              |  |  |               |               |               |   |  |        |        |        |
|  |              |                    |                 |   |              |              |                 |              |  |  |               |               | Feyenoord     | 2 |  |        |        |        |
|  |              |                    |                 |   |              |              |                 |              |  |  |               |               |               | 2 |  |        |        |        |
|  |              |                    | Roda JC         | 0 |              |              |                 |              |  |  |               |               |               |   |  |        |        |        |
|  |              | RKC Waalwijk       | Roda JC         | 0 | 1            |              |                 |              |  |  |               |               |               |   |  |        |        |        |
|  |              | RKC Waalwijk       |                 |   | 1            |              |                 |              |  |  |               |               |               |   |  |        |        |        |
|  |              | Haarlem            | 1               |   |              |              |                 |              |  |  |               |               |               |   |  |        |        |        |
|  |              | Haarlem            | 1               |   | Haarlem      | 1            |                 |              |  |  |               |               |               |   |  |        |        |        |
|  |              |                    |                 |   | Haarlem      | 1            |                 |              |  |  |               |               |               |   |  |        |        |        |
|  |              |                    | Heracles Almelo | 5 |              |              |                 |              |  |  |               |               |               |   |  |        |        |        |
|  |              | Heracles Almelo    | Heracles Almelo | 5 | 1            |              |                 |              |  |  |               |               |               |   |  |        |        |        |
|  |              |                    |                 |   | 1            |              |                 |              |  |  |               |               |               |   |  |        |        |        |
|  |              | FC Den Bosch       | 0               |   |              |              |                 |              |  |  |               |               |               |   |  |        |        |        |
|  |              |                    |                 |   |              |              | Heracles Almelo | 2            |  |  |               |               |               |   |  |        |        |        |
|  |              |                    |                 |   |              |              |                 |              |  |  |               |               |               |   |  |        |        |        |
|  |              |                    | Roda JC         | 2 |              |              |                 |              |  |  |               |               |               |   |  |        |        |        |
|  |              | FC Dordrecht       | Roda JC         | 2 | 4            |              |                 |              |  |  |               |               |               |   |  |        |        |        |
|  |              | FC Dordrecht       |                 |   | 4            |              |                 |              |  |  |               |               |               |   |  |        |        |        |
|  |              | AGOVV Apeldoorn    | 3               |   |              |              |                 |              |  |  |               |               |               |   |  |        |        |        |
|  |              | AGOVV Apeldoorn    | 3               |   | FC Dordrecht | 1            |                 |              |  |  |               |               |               |   |  |        |        |        |
|  |              |                    |                 |   | FC Dordrecht | 1            |                 |              |  |  |               |               |               |   |  |        |        |        |
|  |              |                    | Roda JC         | 3 |              |              |                 |              |  |  |               |               |               |   |  |        |        |        |
|  |              | Roda JC            | Roda JC         | 3 | 3            |              |                 |              |  |  |               |               |               |   |  |        |        |        |
|  |              | Roda JC            |                 |   | 3            |              |                 |              |  |  |               |               |               |   |  |        |        |        |
|  |              | Excelsior          | 0               |   |              |              |                 |              |  |  |               |               |               |   |  |        |        |        |

## 1/8 finales
| Datum                                 | Wedstrijd                       | Uitslag                    | Scoreverloop |
| ------------------------------------- | ------------------------------- | -------------------------- | --- |
| 15 januari 2008 terrein Helmond Sport | Deurne – Feyenoord              | 0 – 4 (0 – 2)              | 9' Jonathan de Guzman 0-1, 17' Roy Makaay 0-2, 62' Roy Makaay 0-3, 68' Michael Mols 0-4                                                                                              |
| 15 januari 2008                       | FC Dordrecht – AGOVV Apeldoorn  | 4 – 3 n.v. (2 – 2) (1 – 1) | 21' Dino Medjedovic 0-1, 25' Nick van der Velden 1-1, 81' Resham Sardar 2-1, 87' Rihairo Meulens 2-2, 100' Nassir Maachi 3-2, 106' Koen Garritsen (pen) 3-3, 115' Bart van Muyen 4-3 |
| 15 januari 2008                       | N.E.C. – FC Zwolle              | 0 – 2 (0 – 1)              | 45' Derk Boerrigter 0-1, 80' Bram van Polen 0-2 |
| 15 januari 2008                       | RKC Waalwijk – Haarlem          | 1 – 1 n.v. (1 – 1) (0 – 0) | 50' Nicklas Svendsen 1-0, 68' Dave Huymans 1-1 Haarlem wint na strafschoppen |
| 15 januari 2008                       | Roda JC – Excelsior             | 3 – 0 (1 – 0)              | 2' Willem Janssen 1-0, 64' Marcel de Jong 2-0, 86' Anouar Hadouir 3-0 |
| 16 januari 2008                       | Heracles Almelo – FC Den Bosch  | 1 – 0 (0 – 0)              | 83' Gonzalo Manuel García García 1-0 |
| 16 januari 2008                       | NAC Breda – Ajax                | 4 – 2 (1 – 0)              | 21' Kurt Elshot 1-0, 65' Luis Alberto Suárez Diaz 1-1, 67' Ahmed Ammi 2-1, 70' Patrick Zwaanswijk 3-1, 77' Anthony Lurling 4-1, 86' Luis Alberto Suárez Diaz 4-2                     |
| 16 januari 2008                       | Quick Boys – Jong sc Heerenveen | 1 – 1 n.v. (1 – 1) (1 – 0) | 19' Maarten Bak (pen) 1-0, 67' Cecilio Lopes 1-1 Quick Boys wint na strafschoppen |

## Kwartfinales
| Datum            | Wedstrijd                 | Uitslag       | Scoreverloop |
| ---------------- | ------------------------- | ------------- | --- |
| 26 februari 2008 | FC Dordrecht – Roda JC    | 1 – 3 (0 – 1) | 28' Roland Lamah 0-1, 51' Pa-Modou Kah 0-2, 60' Ibad Muhamadu 1-2, 82' Anouar Hadouir 1-3                                                                             |
| 26 februari 2008 | Haarlem – Heracles Almelo | 1 – 5 (1 – 4) | 6' Giorgio Berkleef 1-0, 9' Robbert Schilder 1-1, 17' Everton Ramos da Silva 1-2, 23' Srđan Lakić 1-3, 43' Everton Ramos da Silva 1-4, 69' Everton Ramos da Silva 1-5 |
| 27 februari 2008 | Quick Boys – NAC Breda    | 0 – 3 (0 – 2) | 11' Matthew Amoah 0-1, 39' Rob Penders 0-2, 84' Anthony Lurling 0-3                                                                                                   |
| 28 februari 2008 | Feyenoord – FC Zwolle     | 2 – 1 (1 – 1) | 8' Roy Makaay 1-0, 43' Antonio José Marreco De Gouveia (Tozé) 1-1, 83' Michael Mols 2-1                                                                               |

## Halve finales
|                     |                                     |               |           |                                                                     |
| 18 maart 2008 20:45 | Feyenoord                           | 2 – 0 (0 – 0) | NAC Breda | De Kuip, Rotterdam Toeschouwers: 40.000 Scheidsrechter: Pieter Vink |
| 18 maart 2008 20:45 | Michael Mols 53' Denny Landzaat 74' |               |           | De Kuip, Rotterdam Toeschouwers: 40.000 Scheidsrechter: Pieter Vink |

|                     |                                                          |                            |                                       |                                                                          |
| 19 maart 2008 20:45 | Heracles Almelo                                          | 2 – 2 n.v. (2 – 2) (1 – 1) | Roda JC                               | Polman Stadion, Almelo Toeschouwers: 8.500 Scheidsrechter: Ben Haverkort |
| 19 maart 2008 20:45 | Gonzalo Manuel García García 17' Ricky van den Bergh 80' |                            | 18' Marcel Meeuwis 55' Willem Janssen | Polman Stadion, Almelo Toeschouwers: 8.500 Scheidsrechter: Ben Haverkort |

|                                                           |       | strafschoppen                                                       |  |
| Srđan Lakić Rob Maas Robbert Schilder Ricky van den Bergh | 3 – 5 | Marcel Meeuwis Roland Lamah Davy De Fauw Willem Janssen Sekou Cissé |  |

## Finale

### Wedstrijd
|                                       |                                          |               |         |                                                                         |
| 27 april 2008 18:00 Finale KNVB Beker | Feyenoord                                | 2 – 0 (2 – 0) | Roda JC | De Kuip, Rotterdam Toeschouwers: 51.177 Scheidsrechter: Jack van Hulten |
| 27 april 2008 18:00 Finale KNVB Beker | Denny Landzaat 8' Jonathan de Guzmán 36' |               |         | De Kuip, Rotterdam Toeschouwers: 51.177 Scheidsrechter: Jack van Hulten |

| Feyenoord | Roda JC |

| Feyenoord:       |    |                          |            |
|                  |    |                          |            |
| GK               | 31 | Henk Timmer              |            |
| RB               | 6  | Theo Lucius              | Kreeg geel |
| CB               | 3  | Kevin Hofland            | 46'        |
| CB               | 4  | André Bahia              |            |
| LB               | 5  | Tim de Cler              |            |
| CM               | 19 | Denny Landzaat           | Kreeg geel |
| CM               | 17 | Nuri Şahin               | 72'        |
| CM               | 8  | Giovanni van Bronckhorst |            |
| RW               | 33 | Jonathan de Guzmán       |            |
| CF               | 14 | Michael Mols             | 67'        |
| LW               | 22 | Luigi Bruins             |            |
| Wisselspelers:   |    |                          |            |
| DF               | 18 | Serginho Greene          | 46'        |
| FW               | 9  | Roy Makaay               | 67'        |
| MF               | 28 | Leroy Fer                | 72'        |
| Coach:           |    |                          |            |
| Bert van Marwijk |    |                          |            |

| Roda JC:         |    |                     |            |
|                  |    |                     |            |
| GK               | 1  | Bram Castro         |            |
| RB               | 24 | Fatih Sonkaya       | 46'        |
| CB               | 12 | Davy De fauw        |            |
| CB               | 3  | Jan-Paul Saeijs     |            |
| LB               | 27 | Boldizsár Bodor     |            |
| CM               | 18 | Cheik Tioté         | 83'        |
| CM               | 6  | Marcel Meeuwis      | Kreeg geel |
| CM               | 8  | Willem Janssen      | Kreeg geel |
| RW               | 10 | Anouar Hadouir      | 46'        |
| CF               | 11 | Andres Oper         |            |
| LW               | 20 | Roland Lamah        |            |
| Wisselspelers:   |    |                     |            |
| FW               | 19 | Sekou Cissé         | 46'        |
| DF               | 14 | Frank van Kouwen    | 46'        |
| FW               | 9  | Dieter Van Tornhout | 83'        |
| Coach:           |    |                     |            |
| Raymond Atteveld |    |                     |            |

| KNVB Beker 2007/08              |
| ------------------------------- |
| Feyenoord Rotterdam Elfde titel |

## Geëlimineerde clubs
In het onderstaande schema staat per club aangegeven welke ronde het haalde.
| Ronde 1          | Ronde 2                  | Ronde 3            | Achtste finales    | Kwartfinales | Halve finales   | Finale  | Winnaar   |
| ---------------- | ------------------------ | ------------------ | ------------------ | ------------ | --------------- | ------- | --------- |
| ADO'20           | Vitesse                  | FC Omniworld       | Deurne             | Haarlem      | NAC Breda       | Roda JC | Feyenoord |
| Gemert           | RBC Roosendaal           | MVV                | Excelsior          | FC Dordrecht | Heracles Almelo |         |           |
| Noordwijk        | EVV                      | Fortuna Sittard    | N.E.C.             | Quick Boys   |                 |         |           |
| JVC Cuijk        | Spakenburg               | Go Ahead Eagles    | RKC Waalwijk       | FC Zwolle    |                 |         |           |
| DHC              | FC Emmen                 | Cambuur Leeuwarden | AGOVV Apeldoorn    |              |                 |         |           |
| BVV              | Be Quick 1887            | HHC Hardenberg     | FC Den Bosch       |              |                 |         |           |
| Babberich        | WHC                      | FC Eindhoven       | Ajax               |              |                 |         |           |
| Barendrecht      | Helmond Sport            | De Graafschap      | Jong sc Heerenveen |              |                 |         |           |
| Flevo Boys       | TOP Oss                  | De Treffers        |                    |              |                 |         |           |
| Excelsior '31    | Willem II                | UNA                |                    |              |                 |         |           |
| WSV              | FC Lisse                 | Groene Ster        |                    |              |                 |         |           |
| Baronie          | FC Volendam              | Sparta Rotterdam   |                    |              |                 |         |           |
| HSC '21          | PSV                      | BV Veendam         |                    |              |                 |         |           |
| Rijsoord         | IJsselmeervogels         | sc Heerenveen      |                    |              |                 |         |           |
| Harkemase Boys   | Kozakken Boys            | ADO Den Haag       |                    |              |                 |         |           |
| Sneek            | Argon                    | FC Groningen       |                    |              |                 |         |           |
| Sparta Nijkerk   | FC Utrecht               |                    |                    |              |                 |         |           |
| Rijnsburgse Boys | DOTO                     |                    |                    |              |                 |         |           |
| Schijndel        | VVSB                     |                    |                    |              |                 |         |           |
| Nunspeet         | VVV-Venlo                |                    |                    |              |                 |         |           |
| De Meteoor       | jong Stormvogels Telstar |                    |                    |              |                 |         |           |
| ACV              | Roosendaal               |                    |                    |              |                 |         |           |
| WKE              | ASWH                     |                    |                    |              |                 |         |           |
| Türkiyemspor     | Bennekom                 |                    |                    |              |                 |         |           |
|                  | ONS Sneek                |                    |                    |              |                 |         |           |
|                  | Be Quick '28             |                    |                    |              |                 |         |           |
|                  | AZ                       |                    |                    |              |                 |         |           |
|                  | Stormvogels Telstar      |                    |                    |              |                 |         |           |
|                  | Elinkwijk                |                    |                    |              |                 |         |           |
|                  | AFC                      |                    |                    |              |                 |         |           |
|                  | SV Meerssen              |                    |                    |              |                 |         |           |
|                  | FC Twente                |                    |                    |              |                 |         |           |

## Topscorers
Roy Makaay (Feyenoord) wist het meeste aantal doelpunten te maken en is daarmee de topscorer in de KNVB Beker 2007/2008. Hier volgende de overige namen van de top tien meest scorende spelers in de KNVB Beker 2007/2008.
| Speler         | Club            | Aantal Doelpunten (Penalty's) |  |
| -------------- | --------------- | ----------------------------- |  |
| Roy Makaay     | Feyenoord       | 7 (1)                         |  |
| Everton        | Heracles Almelo | 6 (0)                         |  |
| Tim Matavž     | FC Groningen    | 4 (0)                         |  |
| Maarten Bak    | Quick Boys      | 3 (1)                         |  |
| Fred Benson    | RKC Waalwijk    | 3 (0)                         |  |
| Jatto Ceesay   | FC Omniworld    | 3(0)                          |  |
| Jeremain Lens  | N.E.C.          | 3(0)                          |  |
| Patrick Lokken | Argon           | 3(0)                          |  |
| Rudy Mann      | ONS Sneek       | 3(0)                          |  |
| Lasse Schöne   | De Graafschap   | 3(0)                          |  |

Seizoenen: 1898/99 · 1899/00 · 1900/01 · 1901/02 · 1902/03 · 1903/04 · 1904/05 · 1905/06 · 1906/07 · 1907/08 · 1908/09 · 1909/10 · 1910/11 · 1911/12 · 1912/13 · 1913/14 · 1914/15 · 1915/16 · 1916/17 · 1917/18 · 1918/19 · 1919/20 · 1920/21 · 1921/22 · 1922/23 · 1923/24 · 1925 · 1925/26 · 1926/27 · 1927/28 · 1928/29 · 1929/30 · 1930/31 · 1931/32 · 1932/33 · 1933/34 · 1934/35 · 1935/36 · 1936/37 · 1937/38 · 1938/39 · 1939/40 · 1940/41 · 1941/42 · 1942/43 · 1943/44 · 1944/45 · 1945/46 · 1946/47 · 1947/48 · 1948/49 · 1949/50 · 1950/51 · 1951/52 · 1952/53 · 1953/54 · 1954/55 · 1955/56 · 1956/57 · 1957/58 · 1958/59 · 1959/60 · 1960/61 · 1961/62 · 1962/63 · 1963/64 · 1964/65 · 1965/66 · 1966/67 · 1967/68 · 1968/69 · 1969/70 · 1970/71 · 1971/72 · 1972/73 · 1973/74 · 1974/75 · 1975/76 · 1976/77 · 1977/78 · 1978/79 · 1979/80 · 1980/81 · 1981/82 · 1982/83 · 1983/84 · 1984/85 · 1985/86 · 1986/87 · 1987/88 · 1988/89 · 1989/90 · 1990/91 · 1991/92 · 1992/93 · 1993/94 · 1994/95 · 1995/96 · 1996/97 · 1997/98 · 1998/99 · 1999/00 · 2000/01 · 2001/02 · 2002/03 · 2003/04 · 2004/05 · 2005/06 · 2006/07 · 2007/08 · 2008/09 · 2009/10 · 2010/11 · 2011/12 · 2012/13 · 2013/14 · 2014/15 · 2015/16 · 2016/17 · 2017/18 · 2018/19 · 2019/20 · 2020/21 · 2021/22 · 2022/23 · 2023/24 · 2024/25 · 2025/26
Finales: 2013 · 2014 · 2015 · 2016 · 2017 · 2018 · 2019 · 2020 · 2021 · 2022 · 2023 · 2024 · 2025
Nederland: Eredivisie · Eerste divisie · Tweede divisie · Derde divisie/Topklasse · KNVB Beker
Europa: Champions League · Europa Cup I · Europa Cup II · Europa League · UEFA Cup · Jaarbeursstedenbeker · Intertoto Cup